# Agathis martialis
Agathis martialis är en stekelart som först beskrevs av Turner 1918.  Agathis martialis ingår i släktet Agathis och familjen bracksteklar. Inga underarter finns listade i Catalogue of Life.